# 馬偉輝

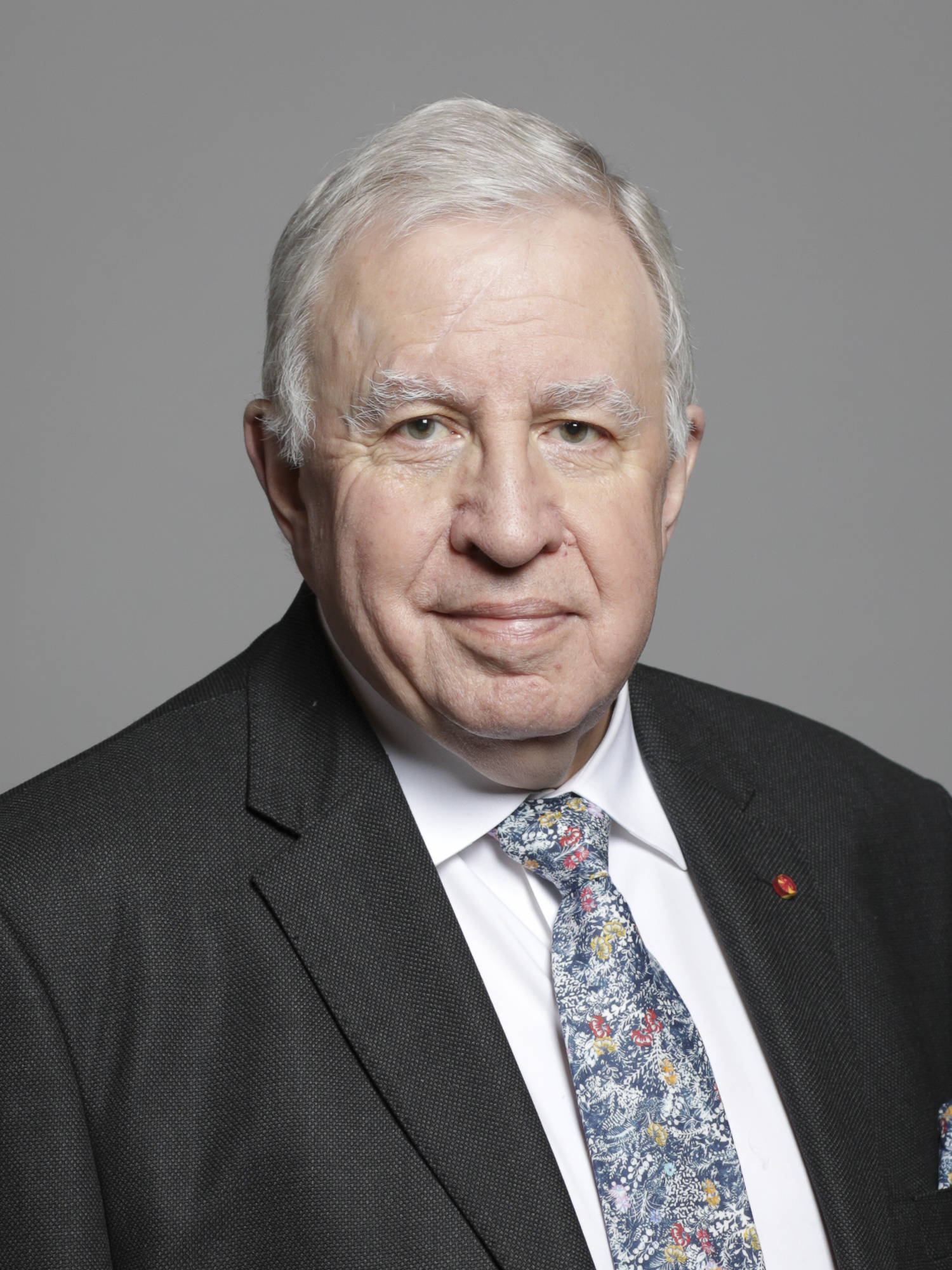
馬偉輝

馬偉輝（英語：Paul Peter Murphy；1948年11月25日—），英國工黨政治家。
他是威爾斯托法恩的英國國會議員。1999年7月28日，他被委任為威爾斯大臣 。2002年10月24日至2005年5月5日，他成為北愛爾蘭事務大臣 。他又戰勝韓彼得，離開政府， 成為情報及保安委員會主席。他在2008年1月24日返回內閣再度出任威爾士大臣。
之前加入內閣，他是北愛爾蘭的政治主宰，對此談判負上很大的責任，故被稱為「两難」。 ( 南北 / 愛爾蘭島 )
後來簽署了「基督受難日條約」( Good Friday Agreement ) 。
他又曾出任外交及聯邦事務部發言人，然後在國防部海軍發言人。他成為一個國會議員前，他是一個在格溫德學院任歷史系講師。
馬偉輝於龐迪普的西蒙茅斯學校及牛津大學奧里爾學院受教育。
他是從事羅馬天主教的工作。他被賜予聖喬治君士坦丁神聖軍的星之騎士勳位，讚揚他幫助推動北愛爾蘭和平進程。

## 外部連結
- 官方网站的存檔，存档日期2007-10-08.
- Guardian Unlimited Politics - Ask Aristotle: Paul Murphy MP （页面存档备份，存于）
- TheyWorkForYou.com - Paul Murphy MP （页面存档备份，存于）

## 職位
| 大不列颠及北爱尔兰联合王国国会 | 大不列颠及北爱尔兰联合王国国会 | 大不列颠及北爱尔兰联合王国国会 |
| ------------------------------ | ------------------------------ | ------------------------------ |
| 前任者： Leo Abse              | 托法恩國會議員 1987–2015       | 繼任者： 尼克·托馬斯-西蒙斯    |